# Teatro nazionale a Belgrado
Il Teatro nazionale a Belgrado (in lingua serba Народно Позориште у Београду o Narodno Pozorište u Beogradu) è situato a Belgrado ed è stato fondato nella seconda metà del XIX secolo. È ubicato in piazza della Repubblica.